# Simon al deșertului
Simon al deșertului este un film suprarealist din 1965 regizat de Luis Buñuel. 

## Acțiune
Simeon Stâlpnicul (Claudio Brook) acceptă să se mute pe un stâlp mai înalt, pus la dispoziție de un negustor înstărit. Odată ajuns pe noul stâlp, ascetul intermediază rugămintea unui bărbat pedepsit pentru furt prin tăierea mâinilor, așa încât ciungului îi cresc din nou mâinile. La întrebarea fiicei sale, dacă acestea sunt aceleași mâini, vindecatul răspunde „Taci din gură” și o pocnește peste cap.
În scena următoare își face apariția diavolul (Silvia Pinal), care are aspectul unei fete din Belle Époque, deși acțiunea se desfășoară în Siria din secolul al V-lea.

## Distribuție
- Claudio Brook – Simeon Stâlpnicul
- Silvia Pinal – diavolul
- Enrique Álvarez Félix - Fratele Matia, un călugăr mai tânăr
- Francisco Reiguera - un călugăr bătrân

## Premii
- Premiul special al juriului la Festivalul de Film de la Veneția

## Legături externe
- Filmul integral